# 1610

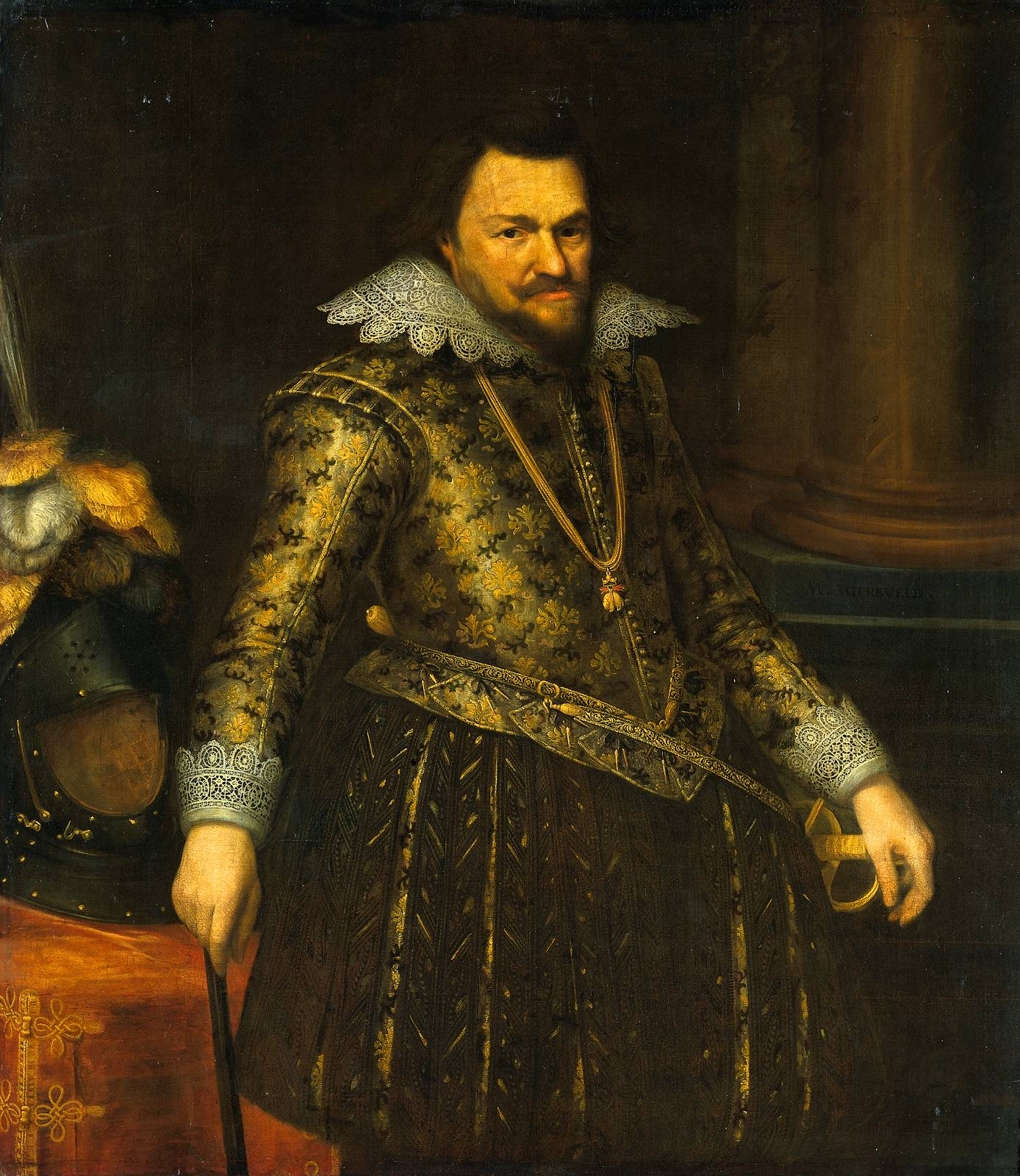
Philips Willem van Oranje

Het jaar 1610 is het 10e jaar in de 17e eeuw volgens de christelijke jaartelling. Hoewel de gregoriaanse kalender in principe in 1582 al was ingevoerd, waren er landen die dat pas later deden en daarmee een overgangskalender hadden. In 1610 had Pruisen een overgangskalender.

## Gebeurtenissen
januari
- 7 - Galilei ontdekt de 4 grootste manen van Jupiter. Deze zullen later van Simon Marius de namen Io, Europa, Ganymedes en Callisto ontvangen. In hetzelfde jaar ontdekt hij dat de binnenplaneten schijngestalten vertonen.
- 14 - De aanhangers van Jacobus Arminius richten een verzoekschrift aan de Staten van Holland, waarin ze vragen om ruimte in de gereformeerde kerk voor hun opvattingen, vastgelegd in de vijf artikelen van de remonstranten.
- 23 - De Emerentiavloed of Pontiaansvloed doet grote delen van Holland, Friesland, Groningen, Overijssel, Gelderland overstromen. De schade is enorm.

februari
- 2 - Ontstaan van de Haarsteegse Wiel.

maart
- 9 - Een commissie uit de Staten van Holland komt naar Alkmaar en het gelukt om de schutterij te laten aftrekken en een meer gematigde vroedschap aan te stellen.
- maart - Galilei publiceert in Venetië zijn Sterrenbode. Het boek bevat een verslag van de ontdekkingen die Galilei in de wintermaanden van 1609/1610 heeft gedaan, toen hij voor het eerst zijn kijker op de hemel richtte. Het is de eerste keer dat iemand observaties van de hemel beschrijft die gedaan zijn met een telescoop.

mei
- 1 - Op een conferentie te Praag proberen de Duitse vorsten tevergeefs een Gulik-Kleefse Successieoorlog te voorkomen. Keizer Rudolf II weigert zijn commissaris voor de betwiste landen, aartshertog Leopold, te vervangen door een meer neutrale persoon.
- 14 - Koning Hendrik IV van Frankrijk wordt vermoord door de katholieke fanaticus Ravaillac. Lodewijk XIII volgt zijn vader op. Omdat hij nog maar 9 jaar oud is, wordt de taak waargenomen door zijn moeder Maria de Medici.

juni
- 16 De Orde van Maria Visitatie wordt gesticht door Franciscus van Sales en Johanna Francisca de Chantal.

juli
- 4 -  De Russen en Zweden worden compleet verslagen door de Polen in de Slag bij Kloesjino. Het Zweedse expeditieleger van Jakob de La Gardie wordt in de pan gehakt en de weinige overlevenden geven zich over aan de Polen.
- juli - Filips Willem van Oranje doet zijn blijde intrede als Heer van Breda.

augustus
- 2 - De Engelsman Henry Hudson, in dienst van de Virginia Company en de British East-India Company, ontdekt de Hudsonbaai.
- augustus - In Rusland wordt Basilius IV (of Vasili IV) opgevolgd door Wladislaus Wasa maar deze neemt de benoeming niet aan.

september
- 2 - De stad Gulik wordt bij verdrag overgedragen na een vijf weken lange belegering door Maurits van Nassau, de latere prins van Oranje.
- 19 - Begin van het heksenproces van Bredevoort, waarin tien "heksen" tot de brandstapel worden veroordeeld.

november
- 1 - Henry Hudson ontdekt de Jamesbaai, maar tien dagen later raakt de Discovery ingevroren.

december
- 24 - De Republiek der Zeven Verenigde Nederlanden gaat diplomatieke betrekkingen aan met Marokko.

zonder datum
- Harpert Maartensz Tromp, de vader van Maarten Harpertsz Tromp sneuvelt met zijn zoon aan boord, op weg naar Guinee tegen een Engelse zeerover en de jonge Maarten wordt 3 jaar lang als kajuitsjongen gevangen gehouden aan boord van de Engelsman.
- Instelling van een vaste dienst per postkoets, de eerste ter wereld, tussen Edinburgh en Leith in Schotland.

## Muziek
- Claudio Monteverdi componeert de Mariavespers (Vespro della Beata Vergine)

## Beeldende kunst

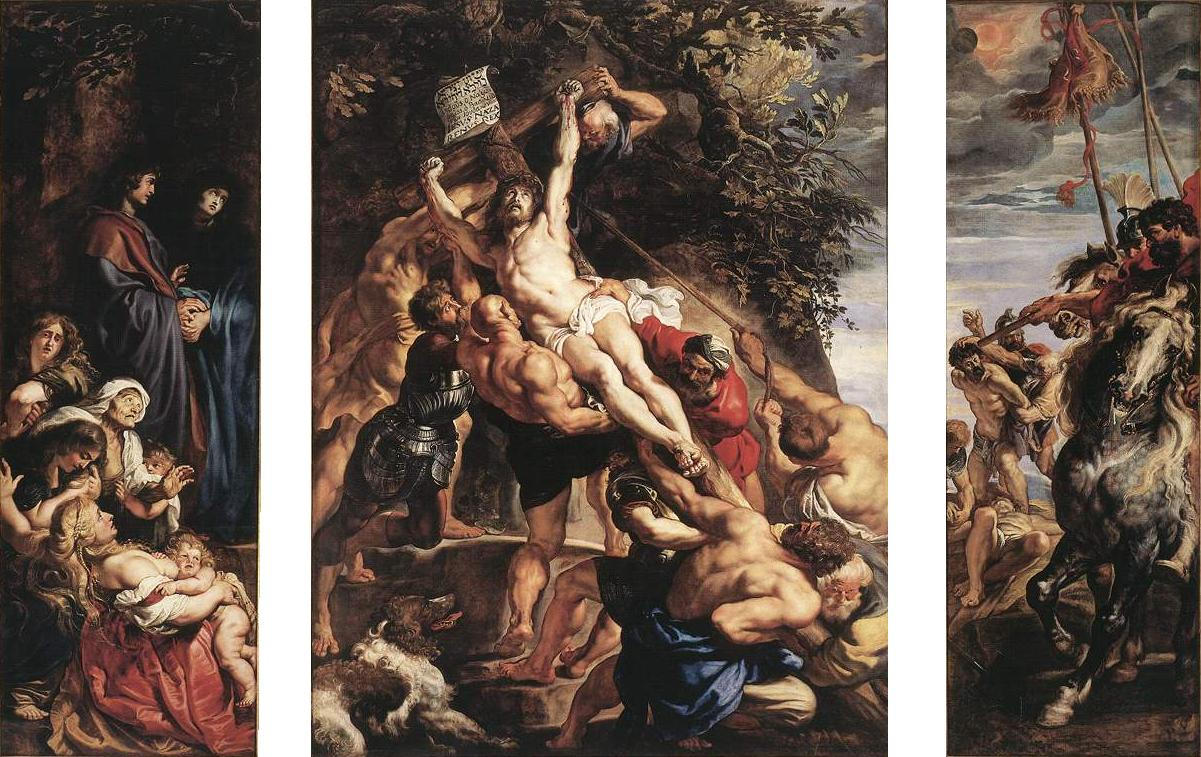
Kruisoprichting (Rubens) (1610) Antwerpen, O.L.-Vrouwekathedraal
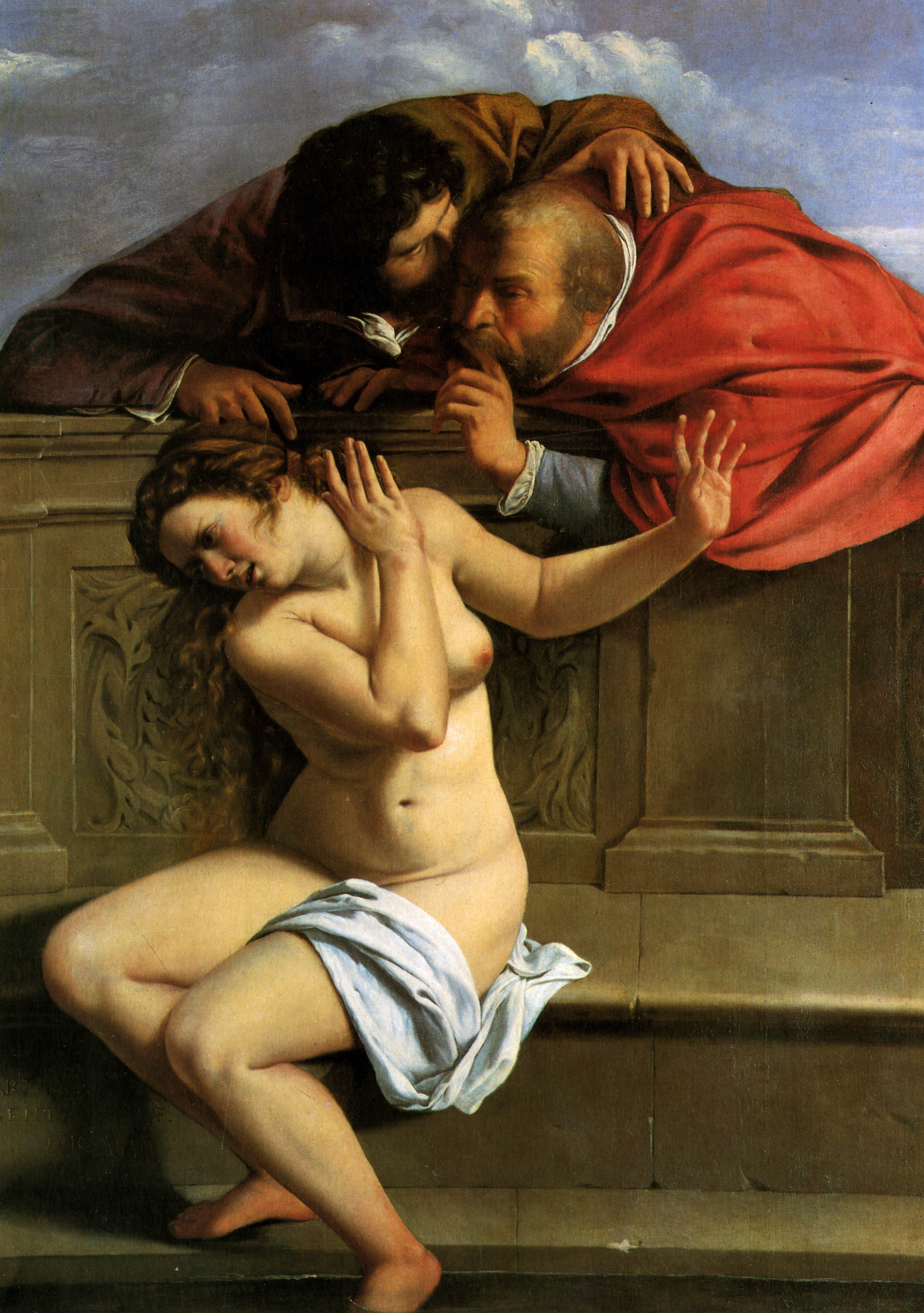
Susanna en de oudsten (1610) Artemisia Gentileschi

## Bouwkunst

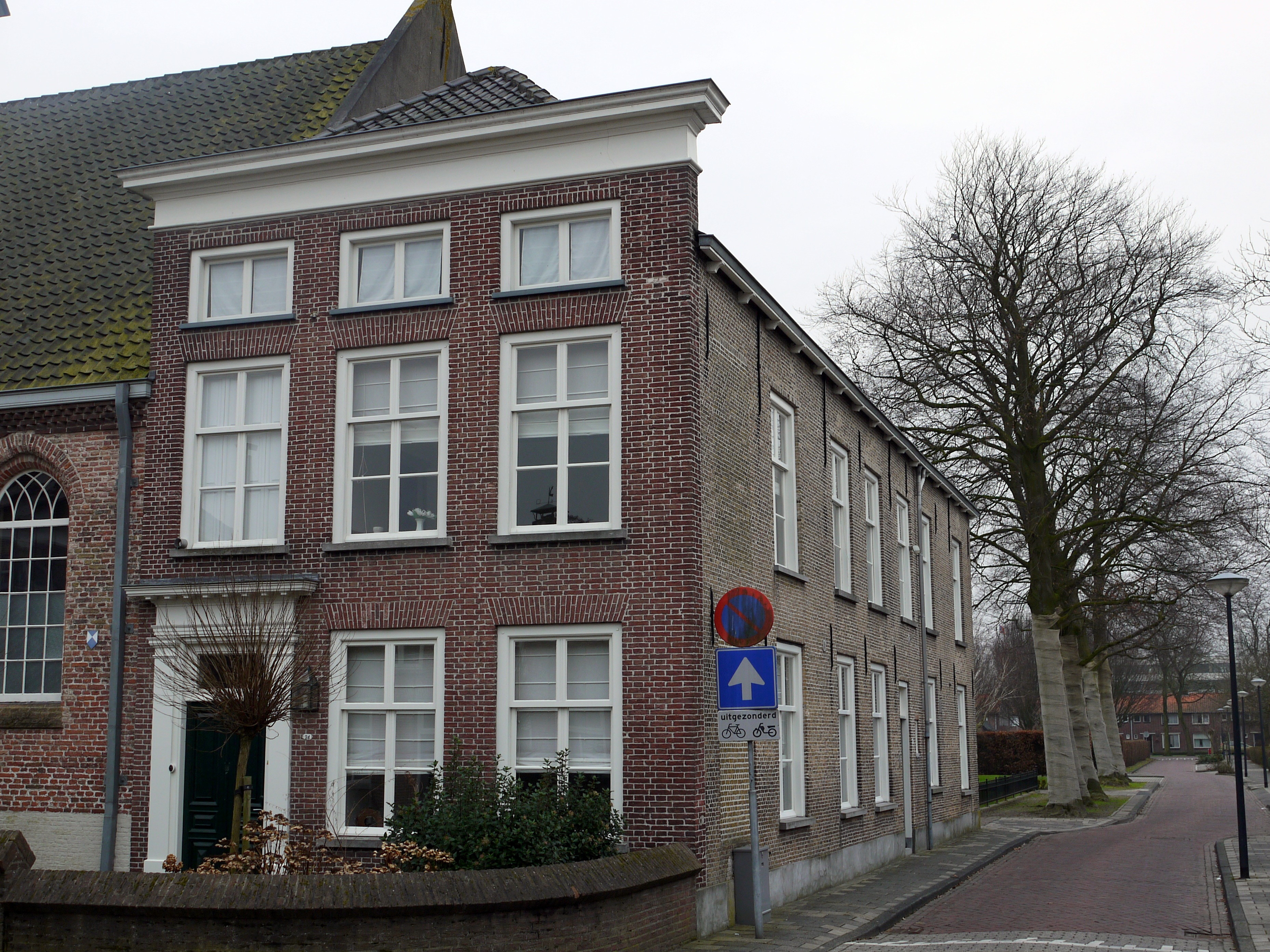
Pastorie Besoyen, Waalwijk (1610)

## Geboren
maart
- 6 - Otto van Nassau-Neuweilnau, graaf van Nassau-Neuweilnau (overleden 1632)

april
- 22 - Alexander VIII, paus van 1689 tot 1691 (overleden 1691)

augustus
- 4 - Cornelis Evertsen de Oude Zeeuwse luitenant-admiraal, sneuvelde tijdens de Vierdaagse Zeeslag in 1666, broer van luitenant-admiraal Johan Evertsen en vader van de luitenant-admiralen Cornelis Evertsen de Jongste en Geleyn Evertsen

december
- 10 - Adriaen Hendricx (overleden 1685), kunstschilder, beter bekend als Adriaen van Ostade.
- 15 - David Teniers de Jonge, Vlaams kunstschilder (overleden 1690)

## Overleden
mei
- 11 - Matteo Ricci (57), Italiaans jezuïet en missionaris in China
- 14 - Hendrik IV (56), koning van Frankrijk, vermoord door een monnik

juli
- 18 - Caravaggio (38), Italiaans kunstschilder, onder andere bekend van zijn schilderijen in de Santa Maria del Popolo te Rome en van de "Dood van Maria" in het Louvre

september
- 19 - Frederik IV (36), keurvorst van de Palts